# Mike Figgis
Mike Figgis (Carlisle, Cumberland, 1948. február 28. –) brit színész, filmrendező, forgatókönyvíró, operatőr, filmproducer és zeneszerző.
Legismertebb munkája az 1995-ös Las Vegas, végállomás, melyért két Oscar-jelölést kapott.

## Élete és pályafutása
Figgis a cumberlandi Carlise-ban született, viszont nyolc éves koráig a kenyai Nairobi-ban nevelkedett,  majd Newcastle upon Tyne-ban nőtt fel.
A rendező 5 évig volt együtt Saffron Burrows színésznővel, aki több filmjében is szerepelt. Rokonai az ír filmkészítő Jonathan és Jason Figgis, az October Eleven Pictures vezető. Figgisnek két fia született, Arlen és Louis, akik mindketten a filmkészítésben helyezkedtek el: Arlen vágóként,  Louis pedig producerként.

## Filmográfia

### Film
| Év   | Magyar cím                       | Eredeti cím                  | Feladatkör | Feladatkör | Feladatkör | Feladatkör |
| Év   | Magyar cím                       | Eredeti cím                  | Rendező    | Író        | Producer   | Zene       |
| ---- | -------------------------------- | ---------------------------- | ---------- | ---------- | ---------- | ---------- |
| 1988 | Viharos hétfő                    | Stormy Monday                | Igen       | Igen       | Nem        | Igen       |
| 1990 | Higgy neki, hisz zsaru           | Internal Affairs             | Igen       | Nem        | Nem        | Igen       |
| 1991 | Szédítő végzet                   | Liebestraum                  | Igen       | Igen       | Nem        | Igen       |
| 1993 | Mr. Jones – Jogában áll meghalni | Mr. Jones                    | Igen       | Nem        | Nem        | Nem        |
| 1994 | Magánórák                        | The Browning Version         | Igen       | Nem        | Nem        | Nem        |
| 1995 | Las Vegas, végállomás            | Leaving Las Vegas            | Igen       | Igen       | Nem        | Igen       |
| 1996 | Kis tüzek                        | Foxfire                      | Nem        | Nem        | Vezető     | Nem        |
| 1997 | Egyéjszakás kaland               | One Night Stand              | Igen       | Igen       | Igen       | Igen       |
| 1999 | Az ártatlanság elvesztése        | The Loss of Sexual Innocence | Igen       | Igen       | Igen       | Igen       |
| 1999 | Júlia kisasszony                 | Miss Julie                   | Igen       | Nem        | Igen       | Igen       |
| 2000 | Timecode                         | Timecode                     | Igen       | Igen       | Igen       | Igen       |
| 2001 | Szálló                           | Hotel                        | Igen       | Igen       | Igen       | Igen       |
| 2003 | Jéghideg otthon                  | Cold Creek Manor             | Igen       | Nem        | Igen       | Igen       |
| 2008 |                                  | Love Live Long               | Igen       | Igen       | Igen       | Igen       |
| 2010 |                                  | The Co(te)lette FIlm         | Igen       | Nem        | Nem        | Nem        |
| 2012 |                                  | Suspension of Disbelief      | Igen       | Igen       | Vezető     | Igen       |

Dokumentumfilm (rendező)
- 1997: Flamenco Women
- 2004: Co/Ma – vezető producer, operatőr és vágó
- 2017: The Battle of Hastings
- 2019: Somebody Up There Likes Me

### Televízió
| Év   | Magyar cím        | Eredeti cím            | Feladatkör | Feladatkör | Feladatkör | Feladatkör | Megjegyzések                 |
| Év   | Magyar cím        | Eredeti cím            | Rendező    | Író        | Producer   | Zene       | Megjegyzések                 |
| ---- | ----------------- | ---------------------- | ---------- | ---------- | ---------- | ---------- | ---------------------------- |
| 1984 |                   | The House              | Igen       | Igen       | Nem        | Igen       | tévéfilm                     |
| 1991 |                   | Women & Men 2          | Igen       | Igen       | Igen       | Igen       | tévéfilm (Mara szegmens)     |
| 2001 |                   | The Battle of Orgreave | Igen       | Nem        | Nem        | Igen       | dokumentumfilm               |
| 2003 | A blues           | The Blues              | Igen       | Igen       | Nem        | Nem        | dokumentumsorozat (1 epizód) |
| 2004 | Maffiózók         | The Sopranos           | Igen       | Nem        | Nem        | Nem        | 1 epizód                     |
| 2008 | Canterbury-esetek | Canterbury's Law       | Igen       | Nem        | Vezető     | Nem        | 1 epizód                     |
| 2018 | A viszony         | The Affair             | Igen       | Nem        | Nem        | Nem        | 1 epizód                     |

## Díjak és jelölések
- Independent Spirit díj a legjobb rendezőnek
- Oscar-díj a legjobb rendezőnek (jelölés) (Las Vegas, végállomás, 68. Oscar-gála)
- Oscar-díj a legjobb adaptált forgatókönyvnek (jelölés) (Las Vegas, végállomás, 68. Oscar-gála)

## Fordítás
- Ez a szócikk részben vagy egészben  a   Mike Figgis című angol Wikipédia-szócikk ezen változatának fordításán alapul.  Az eredeti cikk szerkesztőit annak laptörténete sorolja fel. Ez a jelzés csupán a megfogalmazás eredetét és a szerzői jogokat jelzi, nem szolgál a cikkben szereplő információk forrásmegjelöléseként.